# Satellite Launch Vehicle
Satellite Launch Vehicle (SLV) (hindi: उपग्रह प्रक्षेपण यान (एस एल वी)) var en indisk rymdraket. Raketen utvecklades av Indian Space Research Organisation. Första uppskjutningen gjordes från Sriharikota Range den 10 augusti 1979.
Raketen bestod av fyra steg, alla drevs av fast bränsle. Totalt sköts raketen upp fyra gånger. Den sista uppskjutningen gjordes den 17 april 1983.